# 盘盘
盘盘国是3世纪-7世纪时马来半岛的一个古代国家，其地理位置在马来半岛东岸，暹罗湾附近，與狼牙脩国接壤，北接占城国、堕和罗国，东南接哥罗国。自交州海行四十日可以到达。
盘盘国王名叫杨粟圬，也称崑崙（kurung），大王之意。大臣称为勃郎索滥。国中有佛寺、有印度教庙，人皆学婆罗门书。
梁武帝中大通元年（529年）12月、四年（533年）4月、五年（534年）秋，六年（535年）8月，盘盘国四度遣使献方物。
南朝陈太建三年（571年）5月，盘盘国遣使献方物。
隋朝大业十二年（616年），丹丹、盘盘二国，来贡方物。
唐朝贞观九年（637年），遣使来朝，贡方物。

## 延伸阅读
[在维基数据编辑]
 《梁書/卷54》，出自姚思廉《梁書》
 《舊唐書·卷197》，出自刘昫《舊唐書》
 《新唐書·卷222下》，出自《新唐書》